# Abtei Étival-en-Charnie

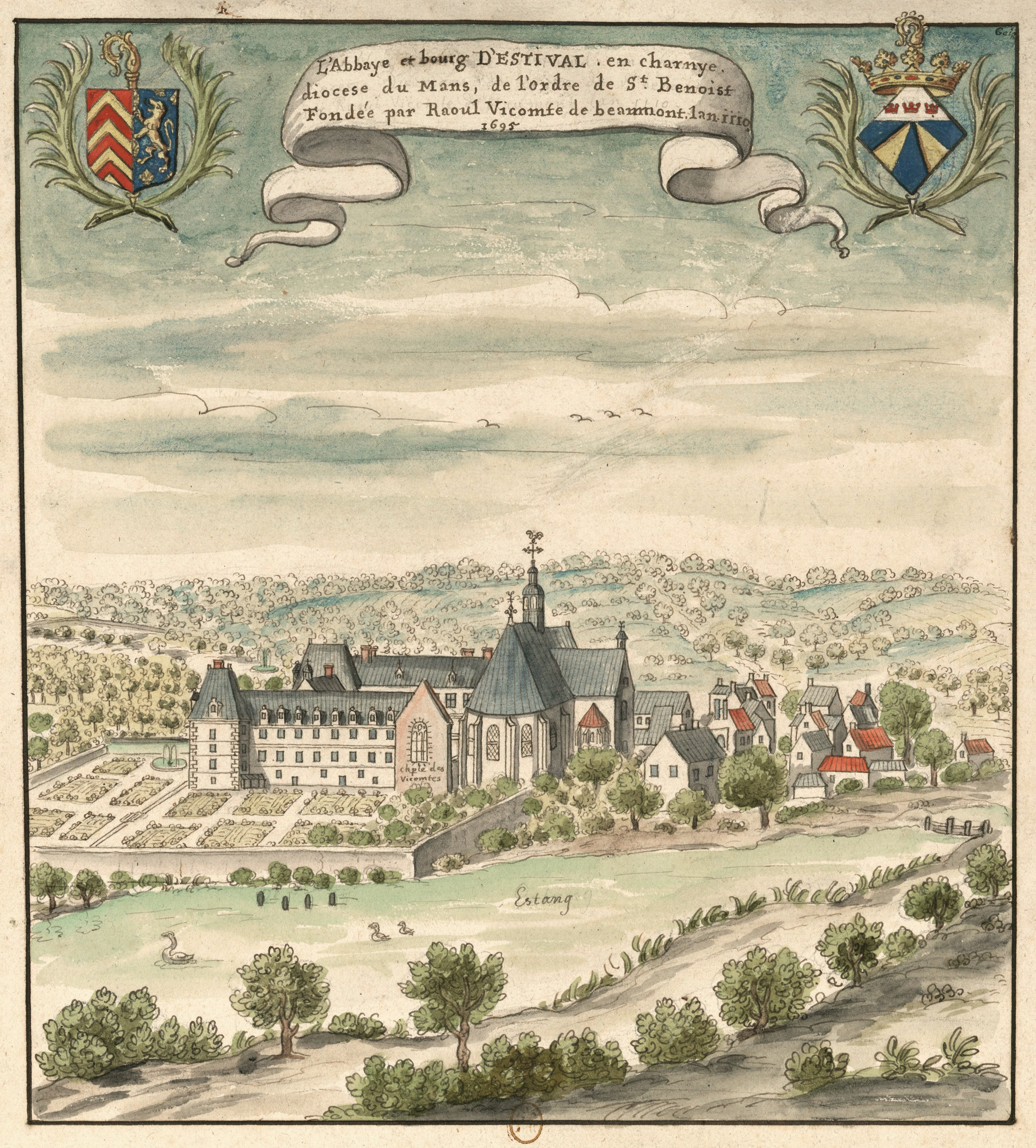
Die Abtei im Jahr 1695

Das Frauenkloster Notre Dame d’Étival-en-Charnie befindet sich in der französischen Gemeinde Chemiré-en-Charnie im Département Sarthe in der Region Pays de la Loire. 

## Geschichte

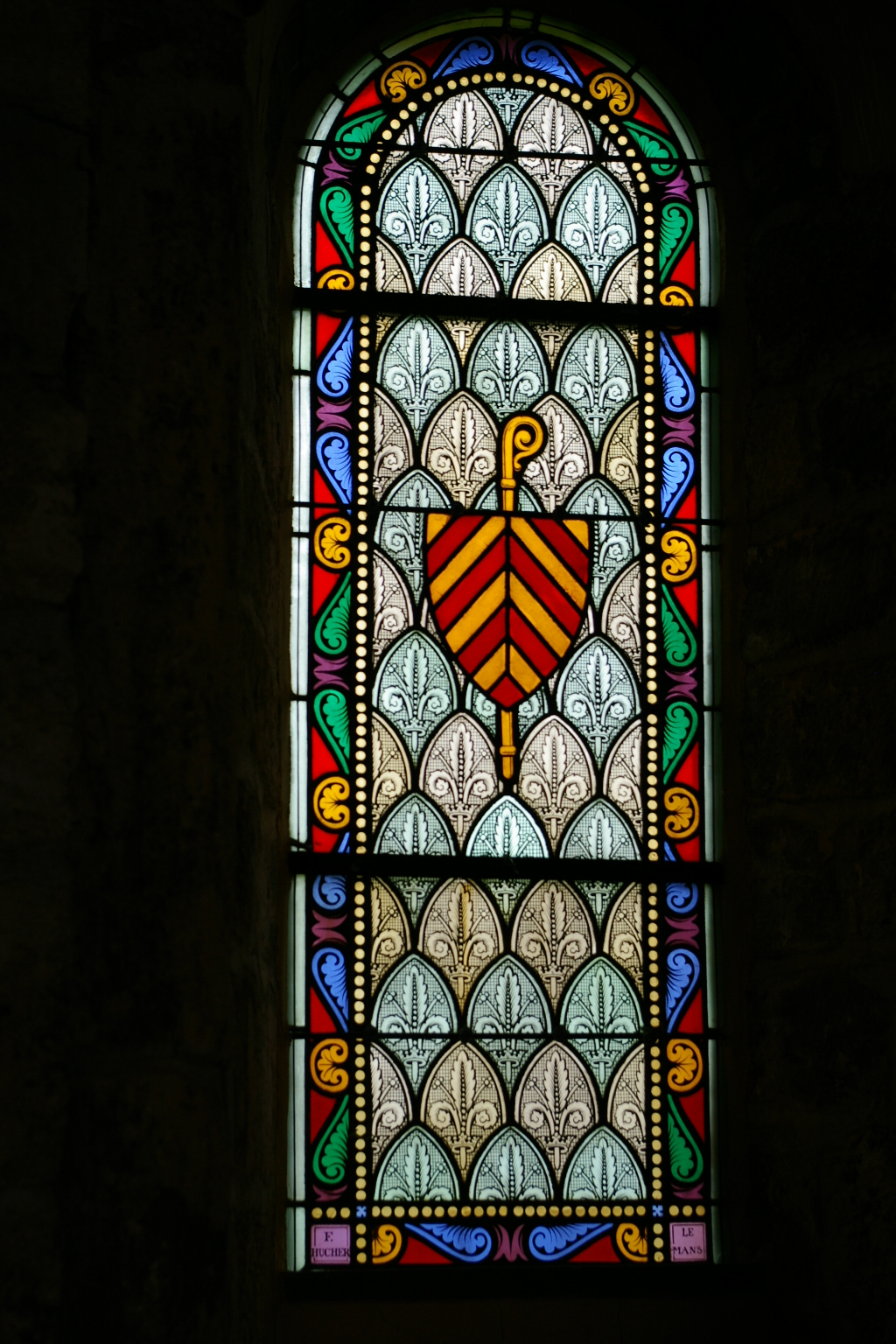
Fenster in der Kapelle

Die Abtei wurde um 1109 vom Eremiten Alleaume (Adelelmus von Flandern), einem Schüler Robert von Arbrissels, und Raoul VII., Vizegraf von Beaumont-au-Maine, der für die Finanzierung des Klosters aufkam, gegründet. Die Vicomtes von Beaumont nutzten die Abtei in der Folge als ihre Grabstätte.
Als Standort wurde der Wald von Charnie ausgewählt, ungefähr 20 Kilometer von Raouls Burg Sainte-Suzanne entfernt. Hildebert von Lavardin, Bischof von Le Mans 1097–1125, weihte die Klosterkirche und unterstellte das Kloster der Benediktinerregel.

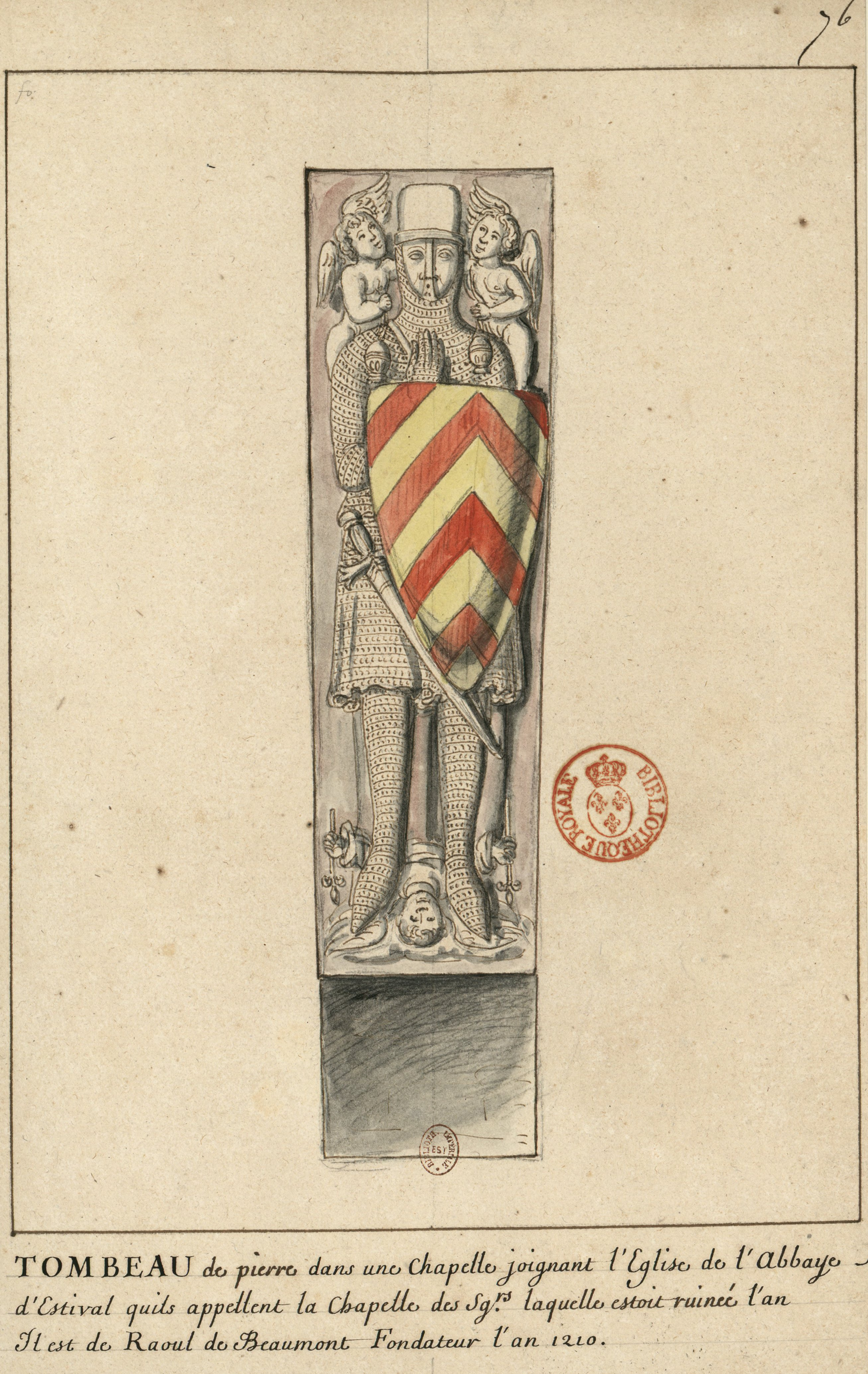
Illustration von 1695 des Gisants von Raoul de Beaumont III. (oder VI.) aus dem 13. Jahrhundert

Étival wurde mit einem Grundbesitz von 1200 Hektar eine der reichsten Abteien der Grafschaft Maine. 1511 wurde sie nach einem Brand neu gebaut. 1789 – zu diesem Zeitpunkt bewohnten noch 14 Nonnen und sechs Laien das Kloster – wurde das Kloster aufgelöst, 1790 verkauft. Ab 1792 dienten die Gebäude als Steinbruch, so dass vom Kirchenschiff und dem Kloster nichts mehr blieb. Restaurierungsarbeiten wurden im Kaiserreich unternommen, Papst Pius VII. (1800–1823) besuchte Étival anlässlich der Wiedereinweihung. 1809 wurde die Pfarre Étival in die Gemeinde Chemiré eingegliedert.
Heute existieren von der alten Abtei noch Teile des Querschiffs aus dem 12. Jahrhundert, dazu eine Kapelle aus dem Chors sowie die Sakristei. 1848 wurden einige der Gräber der Vizegrafen von Archäologen wiederentdeckt, die zugehörigen Gisants aus dem 12. bis 14. Jahrhundert befinden sich heute im Musée archéologique de Tessé in Le Mans.
Zu Beginn des 20. Jahrhunderts wurde das Querschiff zu einer Kapelle umgebaut, die am 11. Juli 1901 geweiht wurde. Grabungen in den Jahren 1901 und 1902 erlaubten es, den Plan des Klosters zu rekonstruieren, wobei auch festgestellt wurde, dass der romanische Chor seinerzeit durch einen gotischen ersetzt wurde. Die Kapelle wurde am 7. November 1973 in das Zusatzverzeichnis der Monuments historique eingetragen und damit denkmalgeschützt.
Eine Skulpturengruppe aus dem 16. Jahrhundert aus der Abtei befindet sich heute in der Kirche von Chemiré-en-Charnie. Es handelt sich um eine Pietà aus dem 16. Jahrhundert. Sie wurde 1978 als Monument historique klassifiziert.

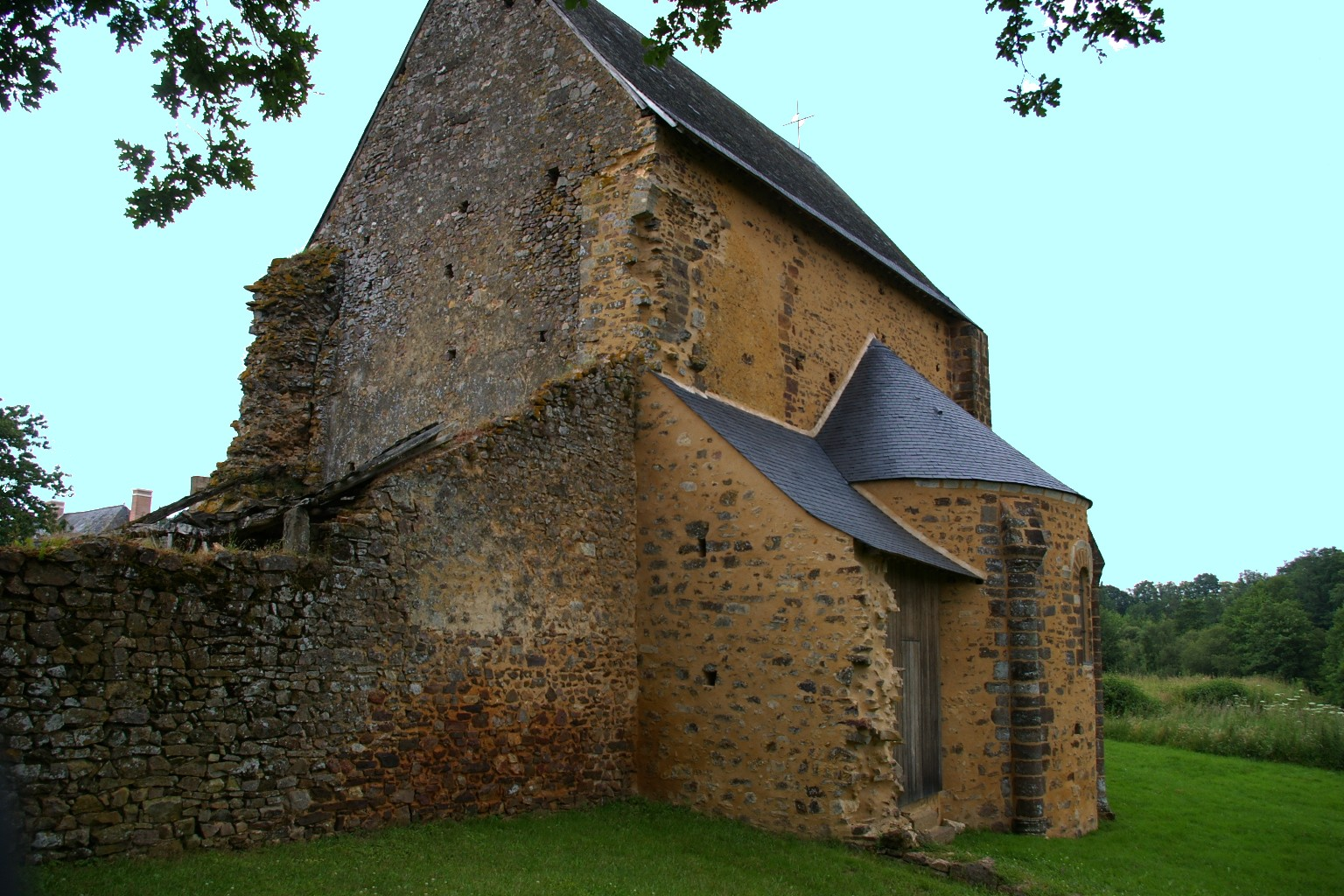
Querschiff/Kapelle
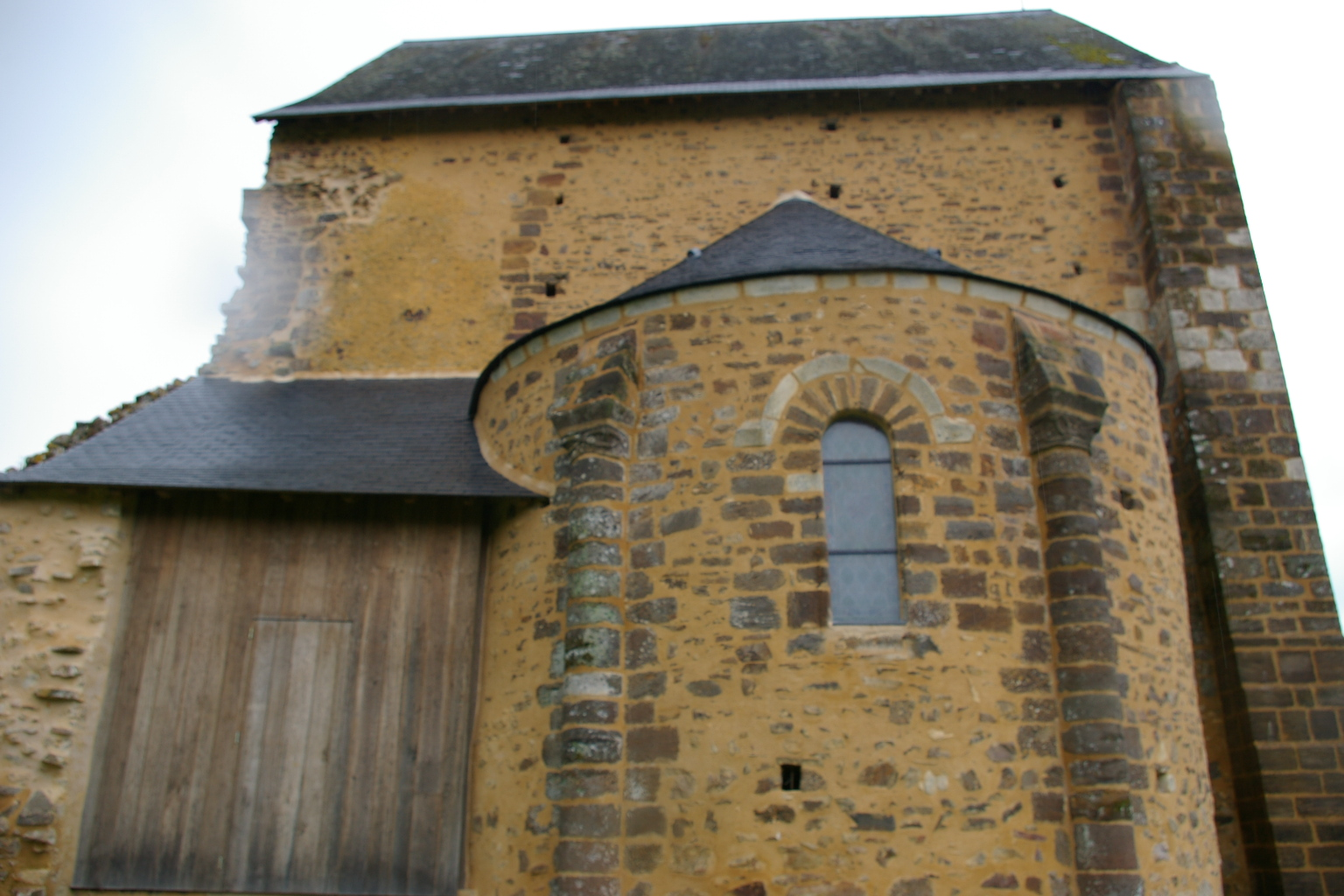
Sakristei
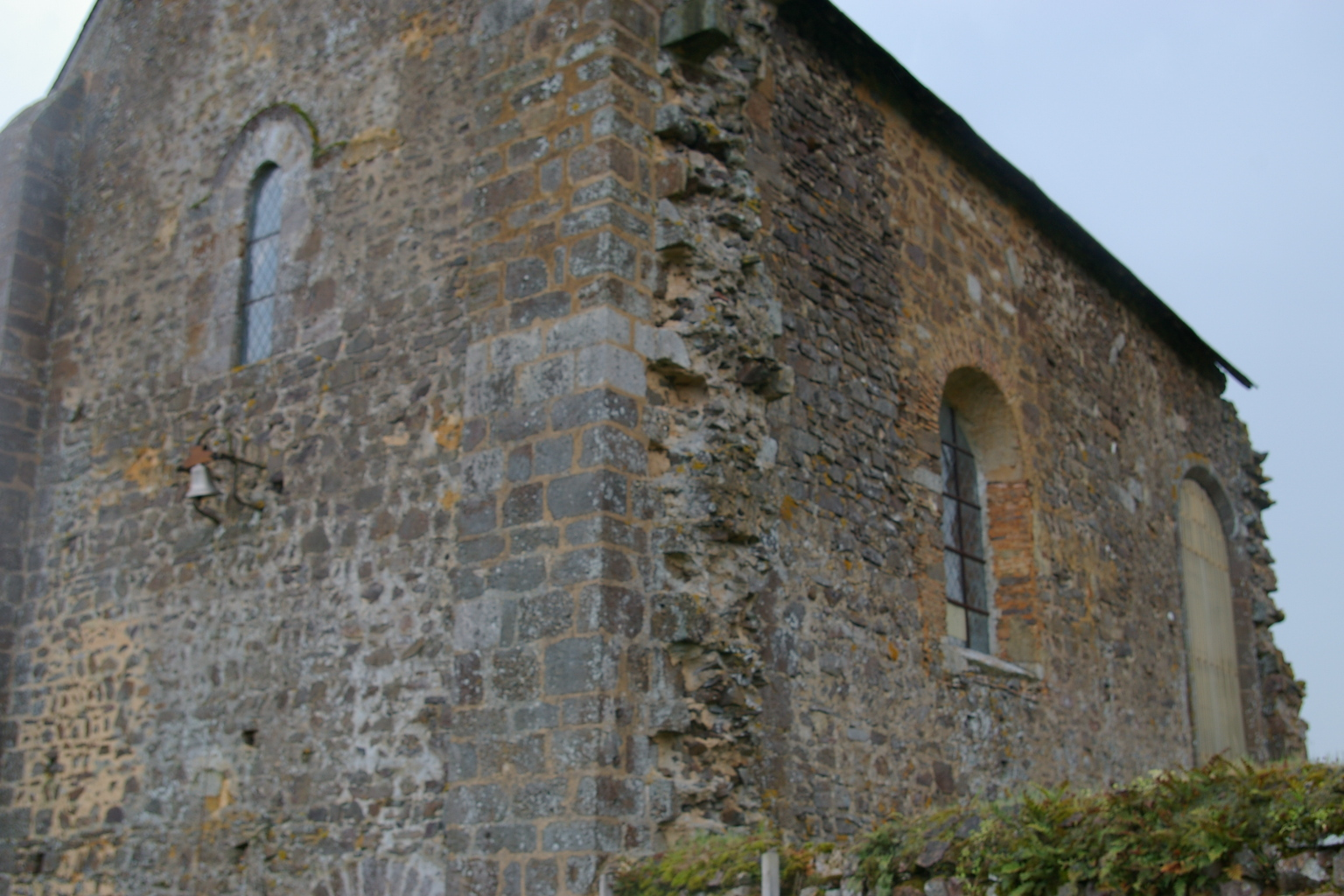
Querschiff/Kapelle
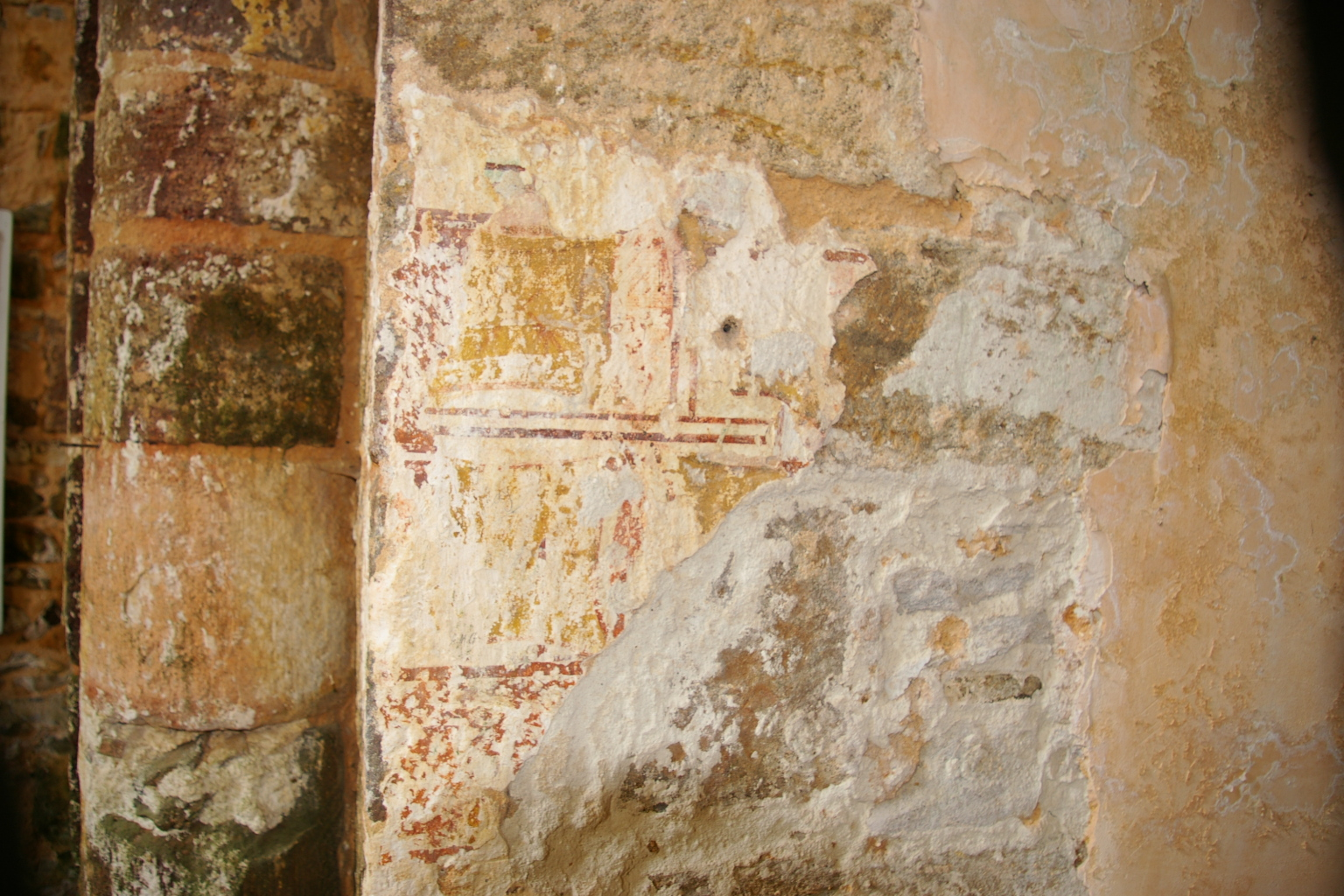
Wandmalereien in der Kapelle

## Äbtissinnen von Étival
- 1109 Godehilde, Gründungsäbtissin, zuvor Äbtissin von Le Ronceray in Angers, Schwester von Raoul VII.
- 1198 Julienne
- 1300 Agnès de Pagana
- 1302 Héloïse de Chemiré, Tochter von Robert de Chemiré
- 1310 Jeanne de Brienne († 1323), Witwe von Guy VIII. de Laval († 1295), Tochter von Ludwig von Akkon
- 1347 Marie de Beaumont
- 1371 Thiephaine
- 1374 Béatrix de Broucin (oder Broussin)
- 1381 Etiennette des Hayes
- 1420 Béatrix de Sillé
- 1439 Catherine de Tucé
- 1460 Jeanne de La Motte
- 1461 Jeanne de Baurelle
- 1461–1476 Marguerite de Bouillé, trat 1476 zugunsten Jeanne de Lavals zurück
- 1477 Jeanne de Laval (1449–1513), Tochter von Guy II. de Laval-Loué (Stammliste der Montmorency)
- 1513 Antoinette de Souvre
- 1534 Anne du Bellay
- 1557 Renée d’Aunay
- 1582 Catherine de La Haye
- 1586 Angélique de Cossé
- 1623 Angélique d’Épinay Saint-Luc
- 1627–1660 Claire Neau
- 1653 Marie de Kernavo, Koadjutrix von Claire Neau
- 1675 Charlotte d’Étampes de Valançay († 1714)
- 1714 Charlotte-Madeleine Pezé de Courtalvert
- 1726 Marie-Anne Charlotte de Rabaudange (tritt 1768 zurück, † März 1776 in Paris)
- 1770 Justine de Volserre des Adrets
- 1773 Madeleine de Bernart de Courmesnil, 1789 im Amt als letzte Äbtissin von Étival

Die Jahreszahlen bezeichnen einen Zeitpunkt, an dem die jeweilige Äbtissin dokumentiert ist.